# V
A letra V (vê) é a vigésima segunda letra do alfabeto latino.

## História
Assim como os caracteres f, u, w e y, a letra V se originou da palavra fenícia waw, durante muito tempo não houve diferenciação entre o v e o u. Foi somente no século XVII que o V passou a designar o som atual.
Pesquisadores argumentam que sons como o "f" e "v" não faziam parte da linguagem humana até que a agricultura apareceu durante a era neolítica. A agricultura, dizem eles, permitia que os humanos comessem alimentos moles, o que mudou a maneira como suas mandíbulas se desenvolveram ao longo da vida, alterando os tipos de sons que suas bocas eram capazes de produzir.

## Fonética e códigos
Consoante labiodental fricativa sonora.

## Significados
- símbolo químico do vanádio
- V representa vendeta e veneno
- Representa o número cinco no sistema de algarismos romanos
- Em cálculos físicos,aparece em algumas fórmulas representando a velocidade, ou ainda o volume de determinado material.
- Em física, V é o símbolo da unidade de medida de diferença de potencial elétrico volt